# Antonio Cesti
Pour les articles homonymes, voir CESTI.
Pietro Cesti, connu sous son prénom de religion  Antonio Cesti, également appelé parfois Marc'Antonio Cesti (né le 5 août 1623 à Arezzo et mort le 14 octobre 1669 à Florence) est frère franciscain jusqu'en 1659 et un compositeur d'opéra et maître de chapelle italien du XVIIe siècle.

## Biographie
Franciscain dans les premières années de sa vie, Antonio Cesti deviendra ensuite un chanteur classique, compositeur d'opéra et maître de chapelle de la cour d'Innsbruck. Antonio est son prénom de religion.
En 1650, il fait scandale pour avoir chanté dans le Giasone de Cavalli. En 1652, il devient maître de chapelle de la Chambre de l'archiduc Ferdinand de Habsbourg, à Innsbruck. En 1654, Antonio Cesti reprend son Cesare amante, et la transforme en La Cleopatra, pour l'inauguration de la Komödienhaus.
En 1655, à l'occasion du passage à Innsbruck de la reine Christine de Suède, qui a abdiqué pour s'être convertie au catholicisme, et se rend à Rome, l'archiduc Ferdinand d'Autriche donne des festivités au cours desquelles est jouée l'Argia de Cesti.
En 1656, le 19 février, création de l'Orontea, à Innsbruck.
En 1659, Antonio Cesti est relevé de ses vœux. Il continue alors sa carrière musicale en devant chantre à la Chapelle Sixtine à Rome. En 1661, à l’occasion des noces de Marguerite-Louise d'Orléans et de Côme de Médicis à Florence, la Dori est représentée. En 1662, la reine Christine de Suède rend une nouvelle fois visite à Innsbruck, la Magnanimita d'Alessandro est représentée.
En 1666, il devient second chef de chapelle à la cour de l’empereur Léopold Ier. La même année, l'opéra Orontea est repris au Teatro SS Giovanni e Paolo. En 1668, à l'occasion des fêtes du mariage de l'empereur Léopold Ier avec l'infante Marguerite d'Espagne, Il pomo d’oro est créé à Vienne. Le livret est de Sbarra, l’empereur y compose quelques arie (pluriel d'aria, air pour voix seule).
En 1669, Antonio Cesti meurt à l'occasion d'un voyage à Florence, alors qu'il était attaché à la cour impériale de Vienne.

## Œuvres
- 1651 : Alessandro vincitor di se stesso (Livret: Sbarra, Venise, Teatro SS Giovanni et Paolo)
- 1652 : Cesare Amante (Livret: Varotari, Venise, Teatro Grimano)
- 1654 : La Cleopatra
- 1655 : L'Argia (Innsbruck)
- 1656 : L'Orontea (Livret: Hiacinto Andrea Cicognini, retravaillé par Filippo Apolloni - Innsbruck)
- 1656 : Il Pomo d'Oro (Vienne)
- 1657 : La Dori (Libretto: Apolloni - Innsbruck), le plus grand succès du compositeur à Innsbruck
- 1659 : Venere Cacciatrice (Livret: Sbarra - Innsbruck)
- 1662 : La Magnanimità d'Alessandro (Livret: Sbarra - Innsbruck)
- 1665 : La Semiramide (Livret: Moniglia - Innsbruck)
- 1666 : Il Tito (Livret: Nicolò Beregan - Venise)
- 1667 : Disgrazie d'Amore (Livret: Sbarra)
- 1668 : La Schiava fortunata